# Vanda Hădărean
Vanda Maria Hădărean, née le 3 mai 1976 à Cluj-Napoca, est une gymnaste artistique roumaine.

## Biographie
Elle est vice-championne olympique par équipes en 1992, médaillée de bronze mondiale par équipes en 1991 et médaillée de bronze européenne au concours général individuel en 1992. Elle prend sa retraite en 1994 pour devenir entraîneuse au Canada et aux États-Unis avant de retourner en Roumanie en 1998. 
Elle pose nue pour le Playboy roumain en septembre 2000 et retourne ensuite au Canada, prenant part à des compétitions de fitness et reprenant sa carrière d'entraîneuse.

## Palmarès

### Jeux olympiques
- Barcelone 1992
  -  médaille d'argent au concours par équipes

### Championnats du monde
- Indianapolis 1991
  -  médaille de bronze au concours par équipes

### Championnats d'Europe
- Nantes 1992
  -  médaille de bronze au concours général individuel